# Tim Montgomerie

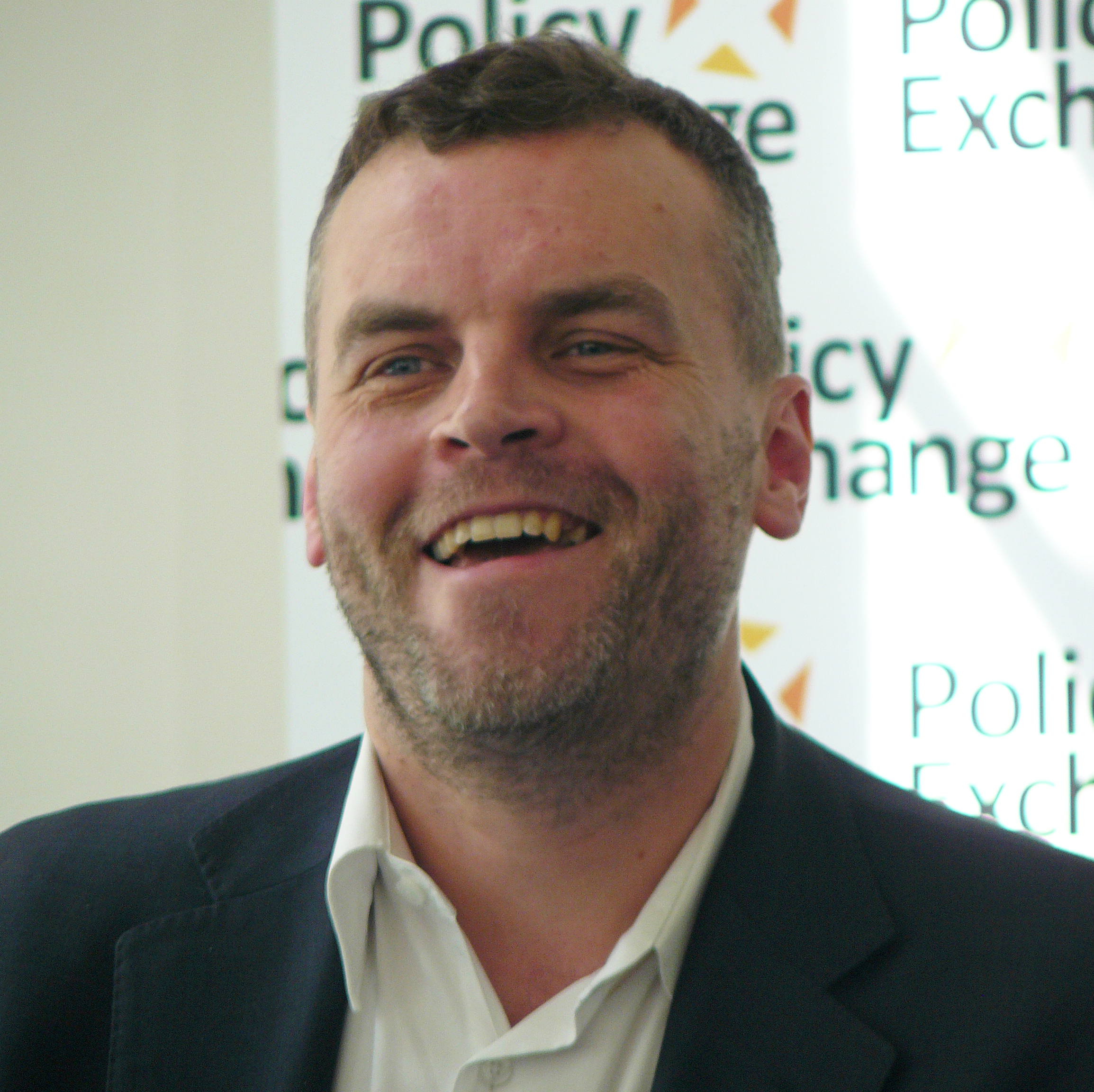
Tim Montgomerie (2012)

Tim Montgomerie (* 24. Juli 1970 in Hampshire, England) ist ein britischer Aktivist, Blogger, Kolumnist und ehemaliger Verfasser von Kommentaren für die britische Tageszeitung The Times. Er hat 2004 zusammen mit Iain Duncan Smith die Denkfabrik „Centre for Social Justice“ gegründet und das politische Online-Magazin ConservativeHome erstellt, auf welchem er zwischen 2005 und 2013 Artikel verfasste, bevor er zu The Times wechselte. Im März 2014 gab Montgomerie jedoch seine Stelle als Kommentator bei der Times auf. Am 17. Februar 2016 kündigte Montgomerie seine Mitgliedschaft bei der Conservative Party, als Grund nannte er die europafreundliche Politik der Parteiführung.
Montgomerie wird als „einer der wichtigsten konservativen Aktivisten der vergangenen 20 Jahre“ gehandelt. 2012 schrieb die britische Wochenzeitung The Observer über ihn: „In den Augen der meisten Abgeordneten ist Montgomerie einer der einflussreichsten Tories außerhalb des Parlaments.“

## Bildung
Montgomerie wurde an der King’s School unterrichtet, einer privaten Schule in Gütersloh, welche von Kindern der in der Region stationierten britischen Soldaten besucht wird. Danach studierte er ab 1988 Wirtschaftswissenschaft und Geographie an der University of Exeter.
An der Universität Exeter gründeten Montgomerie und Burrowes die Conservative Christian Fellowship (CCF) im Dezember 1990, welche von der Christian Coalition of America unterstützt wurde. Während dieser Zeit vertrat er die Meinung, dass die Konservativen bei Streitthemen wie Homosexualität und Clause 28 mit der Kirche enger zusammenarbeiten müsse und dass die Partei die unbiblischen und Liberalen ausschließen solle. Er hat seine Ansicht darüber später geändert. Er war Leiter des CCF von 1990 bis 2003.

## Karriere
Montgomerie hat in den 1990ern für einen kurzen Zeitraum bei der Bank of England als Statistiker gearbeitet, wo sein Fokus auf der Wirtschaftspolitik Russlands und der Erforschung systemischer Risiken des Finanzsystems lag.

### Conservative Party
Von 1998 bis 2003 war Montgomerie Redenschreiber für zwei Parteiführer, William Hague und danach Iain Duncan Smith. Er war auch zuständig für die Öffentlichkeitsarbeit der Konservativen bei religiösen Gemeinschaften und den Ehrenamtlichen. Im September 2003 wurde Montgomerie zum Stabschef von Iain Duncan Smith ernannt, nur zwei Monate, bevor Duncan Smith von der Parteispitze verdrängt wurde.

### Centre for Social Justice
2004 gründete Montgomerie mit Iain Duncan Smith und Philippa Stroud die Denkfabrik Centre for Social Justice, um die Sozialhilfe zur Priorität der britischen Politik zu machen.

### ConservativeHome

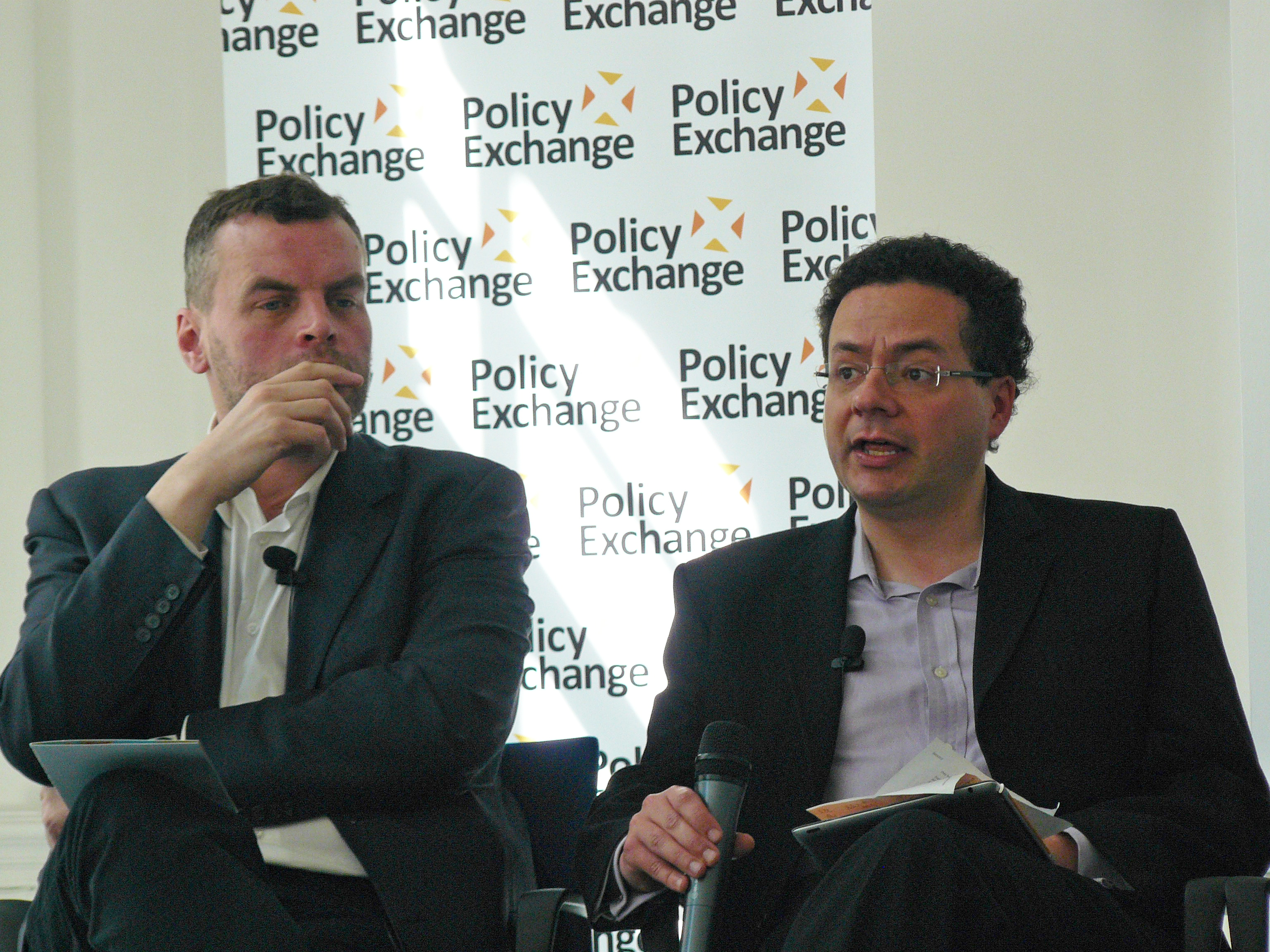
Montgomerie (links) bei einer Veranstaltung der Policy Exchange in 2012 mit Mark Pack von der Liberal Democrat Voice

Am 28. März 2005 gründete Montgomerie während des Wahlkampfes für die Britischen Unterhauswahlen 2005 das politische Online-Magazin „ConservativeHome“.
Im September 2006 beschrieb The Independent Montgomerie als „wachsende Stimme der konservativen Politik“. Er hat Cameron mit konkreten Zusicherungen zu Steuerkürzungen bewegen können. Er hat sich für gleichgeschlechtliche Ehe ausgesprochen.

### Ab 2010
Montgomerie hat weiterhin an „ConservativeHome“ gearbeitet – zusammen mit der Mitherausgeberin Jonathan Isaby, dem Redaktionsassistenten Joseph Willits, dem stellvertretenden Chefredakteur und stellvertretendem Mitherausgeber Matthew Barrett und dem ehemaligen, konservativen Abgeordneten Paul Goodman.
Dank seiner erlangten Berühmtheit durch ConservativeHome schrieb Montgomerie durchgehend Artikel über die Politik der Konservativen für die britischen Zeitungen The Guardian and The Times und gelegentlich für Daily Mail, The Independent und die Financial Times.